# 鎌田栄吉
鎌田 栄吉（かまた えいきち、旧字体：鎌󠄁田 榮吉、1857年2月15日（安政4年1月21日） - 1934年（昭和9年）2月6日）は、紀州藩出身の明治期の官僚、政治家。枢密顧問官、貴族院議員、衆議院議員、文部大臣、慶應義塾長、帝国教育会長。交詢社理事長。正三位勲一等。号は竹堂。

## 経歴
紀州藩の家臣団・鎌田鍬蔵の子として、紀伊国に生まれる。同世代に津田出、陸奥宗光、桑山覚三、北畠道竜など。
藩校・学習館に入り兵学・漢籍を学び、南竜院（徳川茂承）の命により藩の選抜を経て東都遊学の命を受け谷井保らと共に慶應義塾に入る。1875年（明治8年）に卒業し慶應義塾で教鞭を取る。紀州藩の藩政改革時に津田出が多額の藩金を費して、紀州に仏蘭西式の陸軍を持とうとしたことに反対し、人物養成の必要性を主張して対立した。
1877年（明治10年）に西南戦争が起こると塾生の多くが旧藩に帰郷したため財政難となるが、日夜寝食を忘れて身を教職に捧げる。1881年（明治14年）に設立された公立鹿児島学校（後の鹿児島県立中学造士館）の教頭として聘せられる。1884年（明治17年）内務省御用掛となる。1886年（明治19年）大分中学校長に就任し、1887年（明治20年）大分県尋常師範学校長に転じ1889年（明治22年）まで在任した。
1894年（明治27年）には第3回衆議院議員総選挙で和歌山1区から衆議院議員に当選。その後、1898年（明治31年）に慶應義塾長（1922年まで）、高等教育会議員となり、1906年（明治39年）5月17日に貴族院議員に勅選される。慶應義塾では、臨時教育会に端を発する学校教練首唱者の山川健次郎（東京帝大総長）と共に軍事予備教育を確立するよう提言し兵式体操を改善して、退役下士官に代え現役将校を起用。
1919年（大正8年）には国際労働機関開催の第1回国際労働会議に政府代表として出席。1922年（大正11年）には文政審議会委員、教育評議会会長となり、加藤友三郎内閣の文部大臣となった。1927年（昭和2年）より枢密顧問官を務め、同年に帝国教育会長に就任した。次いで臨時ローマ字調査会委員、教科書調査会会長となる。1930年12月15日に発足した臨時ローマ字調査会では、田中舘愛橘に対抗してヘボン式ローマ字の使用を主張。
死去に際して満洲国建国功労章を贈られる。また、紀州徳川家第15代当主の徳川頼倫の指南役（教育係）を務め、南葵育英会を設立するにあたって序文を担当した。

## 栄典
位階
- 1922年（大正11年）6月20日  - 正四位[5][6]
- 1928年（昭和3年）10月8日  - 従三位[5][7]
- 1931年（昭和6年）10月15日  - 正三位[5]

勲章等
- 1915年（大正4年）11月10日  - 勲三等瑞宝章[5][8]
- 1916年（大正5年）4月1日  - 旭日中綬章[5]
- 1919年（大正8年）
  - 2月11日  - 金杯一個[5]
  - 5月24日  - 勲二等瑞宝章[5]
- 1920年（大正9年）11月15日  - 金杯一個[5]
- 1928年（昭和3年）
  - 11月2日 - 勲一等瑞宝章[5]
  - 11月2日 - 大礼記念章（昭和）[5]
- 1931年（昭和6年）3月20日 - 帝都復興記念章[5][9]
- 1934年（昭和9年）2月6日 - 旭日大綬章[5][10]・金杯一組[5]

外国勲章佩用允許
- 1934年（昭和9年）2月6日 - 大満洲国建国功労章（満洲帝国）[5]

## 著書
- 『欧米漫遊雑記』博文館、1899年6月。 NCID BN04781941。全国書誌番号:40005727。
  - 『欧米漫遊雑記』ゆまに書房〈明治欧米見聞録集成 第20巻〉、1987年12月。 NCID BN01884085。全国書誌番号:88009820。
  - 舘川伸子 訳『現代語訳 欧米漫遊雑記』博文館新社、2014年3月。ISBN 9784861151606。 NCID BB1552544X。全国書誌番号:22392175。
- 『独立自尊』実業之日本社、1911年9月。 NCID BN04847926。全国書誌番号:41017224。
- 『教育と実業』北文館、1913年9月。 NCID BA35842878。全国書誌番号:43044827。
- 『進取論』広文堂書店、1915年4月。 NCID BA32016762。全国書誌番号:43022927。
- 『南洋視察談』貴族院定例午餐会〈貴族院定例午餐会講演集 第18〉、1927年5月。 NCID BB0306922X。全国書誌番号:22213914。
- 『南のたび』徳川侯爵家、1927年11月。 NCID BA35808519。全国書誌番号:47021109。
- 『国民の三大要道』国民工業学院、1933年10月。 NCID BN08680491。全国書誌番号:44000178 全国書誌番号:77102524。

### 全集
- 『鎌田栄吉全集』 第1巻（伝記篇）、鎌田栄吉先生伝記及全集刊行会、1935年2月。 NCID BN01524374。全国書誌番号:58008458。
  - 『鎌田栄吉全集 第一巻 伝記篇』（復刻版）大空社〈伝記叢書 366〉、2012年1月。ISBN 9784283008434。 NCID BN01524374。全国書誌番号:58008458。
  - 収録：第一部（先生の生涯, 先生の人物風韻, 先生の発病から葬送まで, 自伝を語る, 慶応義塾に関する論説, 福沢先生に就て）, 第二部（欧米漫遊雑記, 欧米漫遊所感, 南の旅）
- 『鎌田栄吉全集』 第2巻（著作篇）、鎌田栄吉先生伝記及全集刊行会、1934年6月。 NCID BN01524374。全国書誌番号:58008458。
  - 収録：独立自尊, 教育と実業, 進取論
- 『鎌田栄吉全集』 第3巻（諸作篇）、鎌田栄吉先生伝記及全集刊行会、1934年10月。 NCID BN01524374。全国書誌番号:58008458。
  - 収録：修養、道徳に関する諸論, 時事問題諸論, 旅行論その他, 詩、歌、句集